# 渚にて (ニール・ヤングのアルバム)
『渚にて』（On the Beach）は、ニール・ヤングが1974年に発表した5作目のソロ・アルバム。

## 概要
1973年6月、ニール・ヤングはローディーのブルース・ベリーをヘロインのオーバードースで亡くす。その直後、ヤングはベリーとの思い出に触れた「Tonight's the Night」という曲を書き上げ、ビリー・タルボット、ラルフ・モリーナ（クレイジー・ホースのメンバーのうち、ダニー・ウィットンは1972年11月に同じくヘロインのオーバードースで死亡）にベン・キースとニルス・ロフグレンを加えた編成で小規模なツアーを行なう。そして彼らは8月にそのままスタジオに入り、ほぼ1日で10曲前後を録音した。しかし粗さの目立つ演奏や内容の暗さにレコード会社は難色を示し、発表は見合わされた。このとき録音した曲は1975年6月に『今宵その夜（Tonight's the Night）』としてようやく日の目を見るが、『渚にて』は『今宵その夜』が出るまでの間の1974年にレコーディングされ、発売されたアルバムである。全曲、ヤングが作詞作曲した。
ジャケットのアート・ディレクションはゲイリー・バーデン（Gary Burden）、写真はボブ・シードマン（Bob Seidemann）、タイトル文字はリック・グリフィン（Rick Griffin）が務めた。
折り畳まれたダブル・ジャケットを平らに開くと、表の砂浜と裏の砂浜が続く。SF作家のJ・G・バラードが書いた『燃える世界』のペーパーバック版（1974年）の表紙も、1959年式キャディラックのテールフィンが地面から飛び出している構図であり、類似性が指摘されている。
ファンの間で非常に評価の高かったアルバムであるにもかかわらず、CD化が遅れた。原因は今もはっきりとしない。CDが発売されたのは2003年8月のことであった。
『ローリング・ストーン』誌が選んだ「歴代最高のアルバム500選」において311位に選ばれている。

## 収録曲
Side 1
1. ウォーク・オン - Walk On (2:42)
Guitar, Vocals: ニール・ヤング
Bass: ビリー・タルボット
Drums, Vocals: ラルフ・モリーナ
Slide Guitar, Vocals: ベン・キース
Producer: デヴィッド・ブリッグス、ニール・ヤング
2. アバウト・トゥ・レイン - See the Sky About to Rain (5:02)
Electric Piano, Vocals: ニール・ヤング
Drums: リヴォン・ヘルム
Harp: ジョー・ヤンキー
Steel Guitar: ベン・キース
Producer: マーク・ハーマン、ニール・ヤング
3. レヴォリューション・ブルース - Revolution Blues (4:03)
Lead Guitar, Vocals: ニール・ヤング
Bass: リック・ダンコ
Rhythm Guitar: デヴィッド・クロスビー
Drums: リヴォン・ヘルム
Electric Piano: ベン・キース
Producer: マーク・ハーマン、ニール・ヤング
4. フォー・ザ・ターンスタイル - For the Turnstiles (3:15)
Banjo, Vocals: ニール・ヤング
Dobro, Vocals: ベン・キース
Producer: デヴィッド・ブリッグス、ニール・ヤング
5. 吸血鬼のブルース - Vampire Blues (4:14)
Lead Guitar, Vocals: ニール・ヤング
Bass, Percussion: ティム・ドラモンド
Guitar: ジョージ・ウィットセル
Organ, Vocals, Percussion: ベン・キース
Drums: ラルフ・モリーナ
Producer: マーク・ハーマン、ニール・ヤング
Side 2
1. 渚にて - On the Beach (6:59)
Guitar, Vocals: ニール・ヤング
Bass: ティム・ドラモンド
Electric Piano: グレアム・ナッシュ
Drums: ラルフ・モリーナ
Drum (Hand Drum): ベン・キース
Producer: アル・シュミット、ニール・ヤング
2. モーション・ピクチュア - Motion Pictures (4:23)
Guitar, Harmonica, Vocals: ニール・ヤング
Bass: ベン・キース
Slide Guitar: ラスティ・カーショウ
Drums (Hand Drums): ラルフ・モリーナ
Producer: アル・シュミット、ニール・ヤング
3. アムビュランス・ブルース - Ambulance Blues (8:56)
Guitar, Harmonica, Vocals: ニール・ヤング
Bass: ベン・キース
Fiddle: ラスティ・カーショウ
Tambourine (Electric): ジョー・ヤンキー
Drums (Hand Drums): ラルフ・モリーナ
Producer: アル・シュミット、ニール・ヤング